# Marta Reynal-Querol
Marta Reynal-Querol   (Barcelona, 8 d'agost de 1973) és una economista catalana, professora de recerca ICREA al Departament d'Economia i Empresa de la Universitat Pompeu Fabra (UPF) i directora de l'Institute of Political Economy and Governance (IPEG) de Barcelona. L'any 2011 va rebre el Premi Fundació Banc Herrero, que s'atorga anualment a un científic social de l'Estat espanyol menor de 40 anys, per la seva recerca sobre la relació entre l'economia, la diversitat ètica i els conflictes civils.
Reynal-Querol també és professora de recerca a la Barcelona Graduate School of Economics, directora del Màster en Economia de la Universitat Pompeu Fabra des de 2012, investigadora del Center for Economic and Policy Research (CEPR), investigadora del CEsifo i membre titular de la European Development Research Network (EUDN), membre del Consell de l'Associació Econòmica Europea (EEE), membre del Comitè Editorial de la Revista de Resolució de Conflictes i en el passat de la Revista Europea d'Economia Política. El 2022, fou nomenada una de les 20 integrants del consell assessor Grup Horitzó del govern de la Generalitat de Catalunya.
És pionera en la recerca empírica sobre conflictes, que fa uns anys era considerada per molts economistes com una matèria extravagant. Un dels seus treballs més importants per al CSIC és Ethnicity, Political Systems and Civil Wars (Etnicitat, Sistemes Polítics i Guerres Civils). Les seves àrees de recerca inclouen les causes de les guerres civils, la resolució i seqüeles de conflictes, el lideratge institucional, la cerca de rendes i la polarització ètnica i l'eficàcia de les ajudes. Té publicacions a l'American Economic Review, American Political Science Review, Review of Economics and Statistics, Economic Journal, Journal of Economic Growth, Journal of Development Economics i Journal of Conflict Resolution. Ha obtingut tres projectes finançats pel Consell Europeu de la Recerca (ERC, per les seves sigles en anglès): un Starting Grant (Understanding and preventing conflicts: on the causes of social conflicts, and alternative institutional designs for their prevention; 2008 - 2013); un Consolidator Grant (Historical roots of conflict and development: from prehistory to the colonization experience; 2015 - 2020) i un Advanced Grant (Colonization, Early Institutions and the Origin of State Capacity and Democratization; 2022 - 2027).
Durant cinc anys va estudiar, al costat de José Montalvo, la relació entre el desenvolupament econòmic d'un país i la formació dels seus líders polítics, analitzant dades de tots els països del món i de tots els seus màxims dirigents des de 1875 fins al 2004 i els resultats van ser publicats en 2012 en The Economic Journal.
Va treballar al Banc Mundial entre 2001 i 2005. Té un Doctorat en Economia per l'Escola d'Economia de Londres (2001) i un Màster amb Honors per la Universitat Pompeu Fabra (UPF).

## Premis
- Premi Fundació Banc Herrero (2011), que s'atorga anualment a un científic social de l'Estat espanyol menor de 40 anys, per la seva recerca sobre la relació entre l'economia, la diversitat ètica i els conflictes civils.[10][11]
- Premi Beca d'Inici per a joves investigadors de l'European Research Council (2015).[12]
- XIV Premi a la Recerca Econòmica del Banc Sabadell Herrero (2015).[13]